# Satpaïev
Satpaïev (en kazakh : Сәтпаев; russe : Сатпаев), jusqu'en 1990 Nikolsk est une ville du Kazakhstan. Elle est située dans l'oblys de Karaganda.

## Histoire
La ville doit son nom à Kanych Imantaïevitch Satpaïev, premier président de l'Académie des sciences du Kazakhstan.

## Démographie
Depuis 1959, la population a évolué comme suit:
| Année      | Population 1959 | Population 1970 | Population 1979 | Population 1989, | Population 1999 | Population 2009 | Population 2012 |
| ---------- | --------------- | --------------- | --------------- | ---------------- | --------------- | --------------- | --------------- |
| Population | 11 476          | 32 862          | 48 865          | 58 717           | 58 652          | 60 105          | 61 643          |

## Transports
La ville est traversée par la route européenne E123.

## Sport
Le Kazakhmys Satpaïev est le club de hockey sur glace de la ville.